# Kosborformák
A kosborformák vagy orchideaformák (Orchidoideae) a spárgavirágúak (Asparagales) rendjébe tartozó kosborfélék (avagy orchideafélék, Orchidaceae) névadó alcsaládja.

## Származásuk, elterjedésük
A kosborformák az kosborfélék (Orchidaceae) legfiatalabb alcsaládja. Ide tartozik az európai kosborfélék többsége. Az alcsaládban két fejlődési irány figyelhető meg: az egyik (Diurideae, Cranichideae) elsősorban trópusi nemzetségeket foglal magába, a másikba tartozik a névadó Orchideae és a Diseae, valamint a tőlük kissé elkülönülő Codonorchideideae nemzetségcsoport.

## Megjelenésük, felépítésük
Leveleikben nincsenek vaszkuláris csomagok. A virágpor szemei összetapadtak.